# 鐵琴

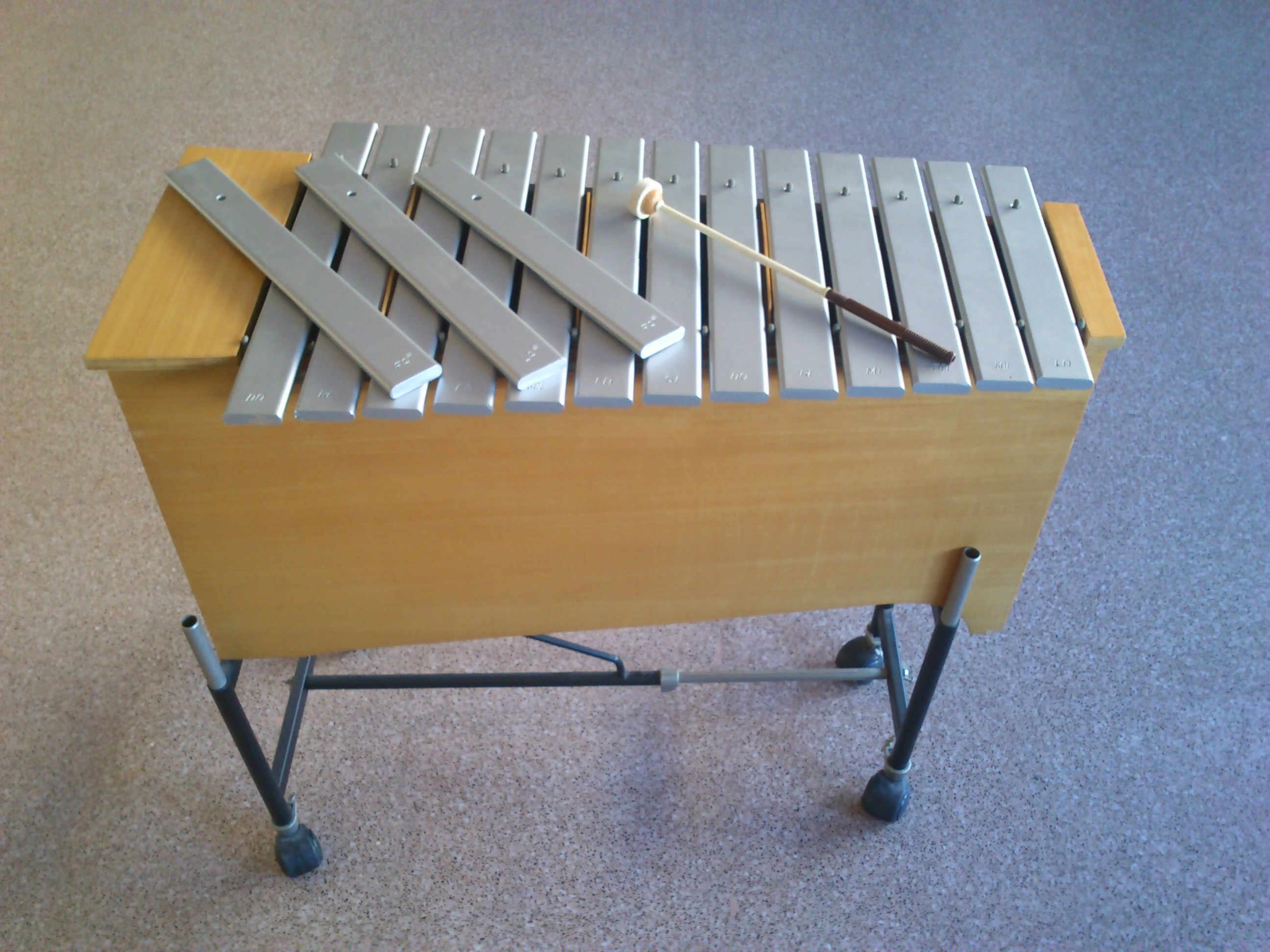
鐵琴

鐵琴可以指一些以金屬製作的、有音高的鍵盤類敲擊樂器，通常可以透過不同類型的琴棍敲擊琴鍵發出各種不同的聲音。例如，用較硬的琴棍敲擊琴鍵可以發出清脆、響亮的聲音。用較軟的琴棍敲擊琴鍵可以發出綿延、柔軟的聲音。
鐵琴在數千年已經在亞洲的音樂中出現了， 峇里甘美蘭音樂及爪蛙甘美蘭都會使用鐵琴。
甘美蘭鐵琴有五聲音階鐵琴及七聲音階鐵琴，西方鐵琴一般都是半音階鐵琴。鐵琴可發出一波波的持續音，不像木琴音波較短。
可稱為鐵琴的常見樂器如下：
- 鋼片琴
- 鐘琴
- 颤音琴